# Gintaras Grušas
Gintaras Linas Grušas (ur. 23 września 1961 w Waszyngtonie) – litewski duchowny katolicki, biskup polowy Wojska Litewskiego w latach 2010–2013, arcybiskup metropolita wileński od 2013.

## Życiorys
Studiował matematykę i informatykę na Uniwersytecie Kalifornijskim w Los Angeles (UCLA). Przez pięć lat pracował w firmie IBM.

### Prezbiterat
Święcenia kapłańskie otrzymał 25 czerwca 1994 z rąk kard. Audrysa Bačkisa.
Doktoryzował się na Papieskim Uniwersytecie Świętego Tomasza z Akwinu w Rzymie. W latach 2001–2003 był rektorem wileńskiego seminarium duchownego, zaś w latach 1994–1997 oraz 2002–2013 pełnił funkcję sekretarza generalnego litewskiej Konferencji Episkopatu.

### Episkopat
19 czerwca 2010 Benedykt XVI mianował go drugim biskupem polowym Ordynariatu wojskowego na Litwie. Sakry biskupiej udzielił mu kard. Audrys Bačkis.
5 kwietnia 2013 papież Franciszek mianował go arcybiskupem metropolitą wileńskim. Ingres odbył się 23 kwietnia 2013.
Paliusz otrzymał z rąk papieża Franciszka w dniu 29 czerwca 2013.
Od października 2014 pełni funkcję przewodniczącego Konferencji Biskupów Litwy.
W  50. rocznicę istnienia Rady Konferencji Episkopatów Europy CCEE wybrany podczas zgromadzenia plenarnego na przewodniczącego (kadencja 2021–2026).